# Decathlon-AG2R La Mondiale
Decathlon-AG2R La Mondiale (Kod UCI: DAT) – zawodowa francuska grupa kolarska należąca do UCI WorldTeams.

## Historia nazwy zespołu
Drużyna powstała w 1992 pod nazwą Chazal. W 1996 głównym sponsorem zostało Groupe Casino, a nazwę zmieniono na Petit Casino-C'est votre équipe. Przez trzy kolejne lata drugim sponsorem była firma Ag2r, a drużyna występowała pod nazwą Casino-Ag2r Prévoyance. W 2000 wygasł czteroletni kontrakt sponsorski Grupy Casino, a nazwa została skrócona do AG2R Prévoyance. Nazwa AG2R La Mondiale obowiązywała od 2008 do 2020 z drobnymi zmianami w sposobie zapisu, a w sezonach 2021–2023 grupa występowała jako AG2R Citroën Team. Od sezonu 2024 drużyna podpisała pięcioletni kontrakt sponsorski z firmą Decathlon i występuje pod nazwą Decathlon-AG2R La Mondiale.
| lata      | nazwa                           |
| --------- | ------------------------------- |
| 1992–1995 | Chazal                          |
| 1996      | Petit Casino-C'est votre équipe |
| 1997–1999 | Casino-Ag2r Prévoyance          |
| 2000–2007 | Ag2r Prévoyance                 |
| 2008–2020 | AG2R La Mondiale                |
| 2021–2023 | AG2R Citroën Team               |
| od 2024   | Decathlon-AG2R La Mondiale      |

## Obecny skład (2024)
| Skład drużyny 2024                       | Skład drużyny 2024   | Skład drużyny 2024 | Skład drużyny 2024                  |
| Imię i nazwisko                          | Data urodzenia       | Państwo            | Poprzednia grupa                    |
| ---------------------------------------- | -------------------- | ------------------ | ----------------------------------- |
| Bruno Armirail                           | 11 kwietnia 1994     | Francja            | Groupama-FDJ (2023)                 |
| Sam Bennett                              | 16 października 1990 | Irlandia           | Bora-Hansgrohe (2023)               |
| Clément Berthet                          | 2 sierpnia 1997      | Francja            | Delko (2021)                        |
| Franck Bonnamour (1 sty–25 mar, Przypis) | 20 czerwca 1995      | Francja            | B&B Hotels-KTM (2022)               |
| Geoffrey Bouchard                        | 1 kwietnia 1992      | Francja            | CR4C Roanne (2018)                  |
| Benoît Cosnefroy                         | 17 października 1995 | Francja            | Chambéry CF (2017)                  |
| Dries De Bondt                           | 4 lipca 1991         | Belgia             | Alpecin-Deceuninck (2023)           |
| Sander De Pestel                         | 11 października 1998 | Belgia             | Team Flanders-Baloise (2023)        |
| Stan Dewulf                              | 20 grudnia 1997      | Belgia             | Lotto-Soudal (2020)                 |
| Felix Gall                               | 27 lutego 1998       | Austria            | Team DSM (2021)                     |
| Pierre Gautherat                         | 16 stycznia 2003     | Francja            | SCO Dijon (2022)                    |
| Dorian Godon                             | 25 maja 1996         | Francja            | Cofidis, Solutions Crédits (2018)   |
| Jaakko Hänninen                          | 16 kwietnia 1997     | Finlandia          | EC Saint-Étienne Loire (2019)       |
| Jordan Labrosse                          | 15 września 2002     | Francja            | AG2R Citroën U23 Team (2023)        |
| Victor Lafay                             | 17 stycznia 1996     | Francja            | Cofidis (2023)                      |
| Paul Lapeira                             | 25 maja 2000         | Francja            | AG2R Citroën U23 Team (2021)        |
| Oliver Naesen                            | 16 września 1990     | Belgia             | IAM Cycling (2016)                  |
| Ben O’Connor                             | 25 listopada 1995    | Australia          | NTT Pro Cycling (2020)              |
| Aurélien Paret-Peintre                   | 27 lutego 1996       | Francja            | Chambéry CF (2018)                  |
| Valentin Paret-Peintre                   | 14 stycznia 2001     | Francja            | AG2R Citroën U23 Team (2021)        |
| Nans Peters                              | 12 marca 1994        | Francja            | Chambéry CF (2016)                  |
| Gianluca Pollefliet                      | 28 stycznia 2002     | Belgia             | Lotto Dstny Development Team (2023) |
| Nicolas Prodhomme                        | 1 lutego 1997        | Francja            | VC Villefranche Beaujolais (2020)   |
| Valentin Retailleau                      | 18 czerwca 2000      | Francja            | AG2R Citroën U23 Team (2022)        |
| Damien Touzé                             | 7 lipca 1996         | Francja            | Cofidis (2020)                      |
| Bastien Tronchon                         | 29 marca 2002        | Francja            | AG2R Citroën U23 Team (2022)        |
| Andrea Vendrame                          | 20 lipca 1994        | Włochy             | Androni Giocattoli-Sidermec (2019)  |
| Larry Warbasse                           | 28 czerwca 1990      | Stany Zjednoczone  | Aqua Blue Sport (2018)              |
| Alex Baudin                              | 25 maja 2001         | Francja            | Tudor Pro Cycling Team (2022)       |
| Edvald Boasson Hagen                     | 17 maja 1987         | Norwegia           | TotalEnergies (2023)                |
|                                          |                      |                    |                                     |
| Źródło: ProCyclingStats                  |                      |                    |                                     |

Przypis: Franck Bonnamour, Dymisja

## Ważniejsze sukcesy
1996
- 1. miejsce, 1. etap Critérium du Dauphiné: Arturas Kasputis

1997
- Mistrz Francji w wyścigu ze startu wspólnego: Stéphane Barthe
- Mistrz Belgii w jeździe indywidualnej na czas: Marc Streel
- 1. miejsce, 4. etap Paryż-Nicea: Pascal Chanteur
- 1. miejsce, 3. etap Tour de Suisse: Christophe Agnolutto
- 1. miejsce, klasyfikacja generalna Tour de Suisse: Christophe Agnolutto

1998
- 1. miejsce, klasyfikacja generalna Tirreno-Adriático: Rolf Järmann
- 1. miejsce, 2. etap Vuelta al País Vasco: Bo Hamburger
- 1. miejsce, 4. etap Vuelta al País Vasco: Alberto Elli
- 1. miejsce, Amstel Gold Race: Rolf Järmann
- 1. miejsce, 5. etap Tour de Romandie: Christophe Agnolutto
- 1. miejsce, 8. etap Tour de France: Jacky Durand
- 1. miejsce, 10. etap Tour de France: Rodolfo Massi
- 1. miejsce, 3. etap Vuelta a España: Jaan Kirsipuu

1999
- Mistrz Francji w jeździe indywidualnej na czas: Gilles Maignan
- 1. miejsce, 3. etap Paryż-Nicea: Jaan Kirsipuu
- 1. miejsce, 4. etap Paryż-Nicea: Laurent Roux
- 1. miejsce, 1. etap Critérium du Dauphiné: Christophe Oriol
- 1. miejsce, 2. etap Critérium du Dauphiné: Aleksandr Winokurow
- 1. miejsce, klasyfikacja generalna Critérium du Dauphiné: Aleksandr Winokurow
- 1. miejsce, 1. etap Tour de France: Jaan Kirsipuu

2000
- Mistrz Estonii w wyścigu ze startu wspólnego: Lauri Aus
- Mistrz Estonii w jeździe indywidualnej na czas: Lauri Aus
- 1. miejsce, 2. etap Paryż-Nicea: Jaan Kirsipuu
- 1. miejsce, 7. etap Tour de France: Christophe Agnolutto
- 1. miejsce, 2., 3. i 4. etap Tour de Pologne: Jaan Kirsipuu
- 1. miejsce, klasyfikacja generalna Tour Down Under: Gilles Maignan

2001
- Mistrz Belgii w wyścigu ze startu wspólnego: Ludovic Capelle
- Mistrz Estonii w jeździe indywidualnej na czas: Jaan Kirsipuu
- 1. miejsce, 6. etap Tour de France: Jaan Kirsipuu
- 1. miejsce, 1. etap Tour de Pologne: Jaan Kirsipuu

2002
- Mistrz Estonii w wyścigu ze startu wspólnego: Jaan Kirsipuu
- Mistrz Irlandii w wyścigu ze startu wspólnego: Mark Scanlon
- Mistrz Estonii w jeździe indywidualnej na czas: Jaan Kirsipuu
- 1. miejsce, 5. etap Tour de France: Jaan Kirsipuu

2003
- Mistrz Irlandii w wyścigu ze startu wspólnego: Mark Scanlon
- Mistrz Estonii w jeździe indywidualnej na czas: Jaan Kirsipuu
- Mistrz Hiszpanii w jeździe indywidualnej na czas: Iñigo Chaurreau Bernadez
- 1. miejsce, klasyfikacja generalna Tour Down Under: Mikel Astarloza
- 1. miejsce, GP Ouest-France: Andy Flickinger

2004
- Mistrz Estonii w wyścigu ze startu wspólnego: Erki Pütsep
- Mistrz Estonii w jeździe indywidualnej na czas: Jaan Kirsipuu
- Mistrz Ukrainy w jeździe indywidualnej na czas: Yuriy Krivtsov
- 1. miejsce, 3. etap Critérium du Dauphiné: Nicolas Portal
- 1. miejsce, 1. etap Tour de France: Jaan Kirsipuu
- 1. miejsce, 3. etap Tour de France: Jean-Patrick Nazon

2005
- 1. miejsce, 2. etap Critérium du Dauphiné: Samuel Dumoulin
- 2. miejsce, GP Ouest-France: Alaksandr Usau

2006
- Mistrz Estonii w wyścigu ze startu wspólnego: Erki Pütsep
- 1. miejsce, 1. etap Tour Down Under: Simon Gerrans
- 1. miejsce, klasyfikacja generalna Tour Down Under: Simon Gerrans
- 1. miejsce, klasyfikacja górska Vuelta al País Vasco: Hubert Dupont
- 1. miejsce, 9. etap Giro d’Italia: Tomas Vaitkus
- 1. miejsce, klasyfikacja górska Volta Ciclista a Catalunya: Christophe Moreau
- 1. miejsce, 5. etap Critérium du Dauphiné: Ludovic Turpin
- 1. miejsce, klasyfikacja punktowa Critérium du Dauphiné: Francisco Mancebo
- 1. miejsce, klasyfikacja górska Critérium du Dauphiné: Christophe Moreau
- 1. miejsce, klasyfikacja kombinowana Critérium du Dauphiné: Christophe Moreau
- 1. miejsce, klasyfikacja drużynowa Critérium du Dauphiné
- 1. miejsce, 8. etap Tour de France: Sylvain Calzati
- 1. miejsce, 19. etap Vuelta a España: José Luis Arrieta
- 2. miejsce, klasyfikacja generalna Critérium du Dauphiné: Christophe Moreau
- 3. miejsce, klasyfikacja generalna Volta Ciclista a Catalunya: Christophe Moreau
- 6. miejsce, klasyfikacja generalna Tour de France: Cyril Dessel
- 7. miejsce, klasyfikacja generalna Tour de France: Christophe Moreau

2007
- Mistrz Francji w wyścigu ze startu wspólnego: Christophe Moreau
- 1. miejsce, klasyfikacja generalna Tour Down Under: Martin Elmiger
- 1. miejsce, 1. etap Paryż-Nicea: Jean-Patrick Nazon
- 1. miejsce, 2. i 4. etap Critérium du Dauphiné: Christophe Moreau
- 1. miejsce, klasyfikacja generalna Critérium du Dauphiné: Christophe Moreau

2008
- Mistrz Mołdawii w wyścigu ze startu wspólnego: Alexandre Pliuschin
- Mistrz Estonii w jeździe indywidualnej na czas: Tanel Kangert
- 1. miejsce, klasyfikacja górska Tirreno-Adriático: Lloyd Mondory
- 1. miejsce, 2. etap Volta Ciclista a Catalunya: Cyril Dessel
- 1. miejsce, 4. etap Critérium du Dauphiné: Cyril Dessel
- 1. miejsce, 16. etap Tour de France: Cyril Dessel
- 2. miejsce, klasyfikacja generalna Paryż-Nicea: Rinaldo Nocentini
- 10. miejsce, klasyfikacja generalna Tour de France: Tadej Valjavec

2009
- Mistrz Irlandii w wyścigu ze startu wspólnego: Nicolas Roche

2010
- Mistrz Szwajcarii w wyścigu ze startu wspólnego: Martin Elmiger
- 1. miejsce, klasyfikacja drużynowa Tour Down Under
- 1. miejsce, klasyfikacja drużynowa Paryż-Nicea
- 1. miejsce, 14. etap Tour de France: Christophe Riblon
- 7. miejsce, klasyfikacja generalna Vuelta a España: Nicolas Roche

2011
- 1. miejsce, 11. etap Giro d’Italia: John Gadret
- 1. miejsce, klasyfikacja sprinterska Tour de Suisse: Lloyd Mondory
- 1. miejsce, 3. etap Tour of Beijing: Nicolas Roche
- 4. miejsce, klasyfikacja generalna Giro d’Italia: John Gadret
- 10. miejsce, klasyfikacja generalna Tour de France: Jean-Christophe Péraud

2012
- Mistrz Luksemburga w jeździe indywidualnej na czas: Ben Gastauer

2014
- Mistrz Białorusi w wyścigu ze startu wspólnego: Jauhien Hutarowicz

2016
| Zwycięstwa | Zwycięstwa                  | Zwycięstwa | Zwycięstwa | Zwycięstwa      | Zwycięstwa |
| Data       | Wyścig                      | Państwo    | Kategoria  | Zwycięzca       |            |
| ---------- | --------------------------- | ---------- | ---------- | --------------- | ---------- |
| 14 lut     | La Méditerranéenne, 4. etap | Hiszpania  | 2.1        | Andrij Hriwko   |            |
| 3 kwi      | Paryż-Camembert             | Francja    | 1.1        | Cyril Gautier   |            |
| 24 kwi     | La Roue Tourangelle         | Francja    | 1.1        | Samuel Dumoulin |            |
| 28 maj     | Grand Prix du Morbihan      | Francja    | 1.1        | Samuel Dumoulin |            |
| 29 maj     | Boucles de l’Aulne          | Francja    | 1.1        | Samuel Dumoulin |            |
| 22 lip     | Tour de France, 19. etap    | Francja    | 2.UWT      | Romain Bardet   |            |
| 10 wrz     | Vuelta a España, 20. etap   | Hiszpania  | 2.UWT      | Pierre Latour   |            |
| 11 wrz     | Tour du Doubs               | Francja    | 1.1        | Samuel Dumoulin |            |

2017
| Zwycięstwa       | Zwycięstwa                                       | Zwycięstwa | Zwycięstwa | Zwycięstwa         | Zwycięstwa |
| Data             | Wyścig                                           | Państwo    | Kategoria  | Zwycięzca          |            |
| ---------------- | ------------------------------------------------ | ---------- | ---------- | ------------------ | ---------- |
| 18 lut           | Tour des Alpes-Maritimes et du Var, 1. etap      | Francja    | 2.1        | Samuel Dumoulin    |            |
| 22 lut           | Tour de La Provence, 2. etap                     | Francja    | 2.1        | Alexandre Geniez   |            |
| 20 kwi           | Tour of the Alps, 4. etap                        | Włochy     | 2.HC       | Matteo Montaguti   |            |
| 27 maj           | Grand Prix du Morbihan                           | Francja    | 1.1        | Alexis Vuillermoz  |            |
| 15 cze           | Tour de Suisse, 5. etap                          | Szwajcaria | 2.UWT      | Domenico Pozzovivo |            |
| 22 cze           | Mistrzostwa Francji – jazda indywidualna na czas | Francja    | CN         | Pierre Latour      |            |
| 25 cze           | Mistrzostwa Belgii – start wspólny               | Belgia     | CN         | Oliver Naesen      |            |
| 13 lip           | Tour de France, 12. etap                         | Francja    | 2.UWT      | Romain Bardet      |            |
| 30 lip           | Polynormande                                     | Francja    | 1.1        | Alexis Gougeard    |            |
| 12 sie           | Tour de l’Ain, 4. etap                           | Francja    | 2.1        | Alexandre Geniez   |            |
| 16 sie           | Tour du Limousin, 2. etap                        | Francja    | 2.1        | Alexis Vuillermoz  |            |
| 17 sie           | Tour du Limousin, 3. etap                        | Francja    | 2.1        | Cyril Gautier      |            |
| 18 sierpnia 2017 | Tour du Limousin, klasyfikacja generalna         | Francja    | 2.1        | Alexis Vuillermoz  |            |
| 17 wrz           | Grand Prix d’Isbergues                           | Francja    | 1.1        | Benoît Cosnefroy   |            |
| 3 paź            | Tre Valli Varesine                               | Włochy     | 1.HC       | Alexandre Geniez   |            |
| 5 paź            | Paryż-Bourges                                    | Francja    | 1.1        | Rudy Barbier       |            |

2018
| Zwycięstwa     | Zwycięstwa                                  | Zwycięstwa | Zwycięstwa | Zwycięstwa        | Zwycięstwa |
| Data           | Wyścig                                      | Państwo    | Kategoria  | Zwycięzca         |            |
| -------------- | ------------------------------------------- | ---------- | ---------- | ----------------- | ---------- |
| 28 sty         | Grand Prix Cycliste La Marseillaise         | Francja    | 1.1        | Alexandre Geniez  |            |
| 4 lut          | Étoile de Bessèges, 5. etap                 | Francja    | 2.1        | Tony Gallopin     |            |
| 4 lutego 2018  | Étoile de Bessèges, klasyfikacja generalna  | Francja    | 2.1        | Tony Gallopin     |            |
| 8 lut          | Tour de La Provence, prolog                 | Francja    | 2.1        | Alexandre Geniez  |            |
| 11 lutego 2018 | Tour de La Provence, klasyfikacja generalna | Francja    | 2.1        | Alexandre Geniez  |            |
| 24 lut         | Classic de l’Ardèche                        | Francja    | 1.1        | Romain Bardet     |            |
| 30 mar         | Route Adélie de Vitré                       | Francja    | 1.1        | Silvan Dillier    |            |
| 15 cze         | Route d’Occitanie, 2. etap                  | Francja    | 2.1        | Clément Venturini |            |

2019
| Zwycięstwa       | Zwycięstwa                                   | Zwycięstwa | Zwycięstwa | Zwycięstwa        | Zwycięstwa |
| Data             | Wyścig                                       | Państwo    | Kategoria  | Zwycięzca         |            |
| ---------------- | -------------------------------------------- | ---------- | ---------- | ----------------- | ---------- |
| 3 mar            | La Drôme Classic                             | Francja    | 1.1        | Alexis Vuillermoz |            |
| 11 kwi           | Circuit de la Sarthe, 3. etap                | Francja    | 2.1        | Alexis Gougeard   |            |
| 12 kwietnia 2019 | Circuit de la Sarthe, klasyfikacja generalna | Francja    | 2.1        | Alexis Gougeard   |            |
| 16 kwi           | Paryż-Camembert                              | Francja    | 1.1        | Benoît Cosnefroy  |            |
| 25 maj           | Tour de l’Ain, 2. etap                       | Francja    | 2.1        | Alexandre Geniez  |            |
| 29 maj           | Giro d'Italia, 17. etap                      | Włochy     | 2.UWT      | Nans Peters       |            |
| 1 cze            | Grand Prix du Morbihan                       | Francja    | 1.1        | Benoît Cosnefroy  |            |
| 2 cze            | Boucles de l’Aulne                           | Francja    | 1.1        | Alexis Gougeard   |            |
| 6 cze            | Boucles de la Mayenne, prolog                | Francja    | 2.1        | Dorian Godon      |            |

2020
| Zwycięstwa    | Zwycięstwa                                 | Zwycięstwa | Zwycięstwa | Zwycięstwa       | Zwycięstwa |
| Data          | Wyścig                                     | Państwo    | Kategoria  | Zwycięzca        |            |
| ------------- | ------------------------------------------ | ---------- | ---------- | ---------------- | ---------- |
| 2 lut         | Grand Prix Cycliste La Marseillaise        | Francja    | 1.1        | Benoît Cosnefroy |            |
| 9 lutego 2020 | Étoile de Bessèges, klasyfikacja generalna | Francja    | 2.1        | Benoît Cosnefroy |            |
| 4 sie         | Route d’Occitanie, 4. etap                 | Francja    | 2.1        | Benoît Cosnefroy |            |
| 5 wrz         | Tour de France, 8. etap                    | Francja    | 2.UWT      | Nans Peters      |            |
| 22 wrz        | Paryż-Camembert                            | Francja    | 1.1        | Dorian Godon     |            |

2021

## Składy drużyny w poprzednich sezonach

### 2020
| Skład drużyny 2020                       | Skład drużyny 2020   | Skład drużyny 2020 | Skład drużyny 2020                 |
| Imię i nazwisko                          | Data urodzenia       | Państwo            | Poprzednia grupa                   |
| ---------------------------------------- | -------------------- | ------------------ | ---------------------------------- |
| Romain Bardet                            | 9 listopada 1990     | Francja            | Chambéry CF (2011)                 |
| François Bidard                          | 19 marca 1992        | Francja            | Chambéry CF (2015)                 |
| Geoffrey Bouchard                        | 1 kwietnia 1992      | Francja            | CR4C Roanne (2018)                 |
| Mikaël Cherel                            | 17 marca 1986        | Francja            | FDJ (2010)                         |
| Clément Chevrier                         | 29 czerwca 1992      | Francja            | IAM Cycling (2016)                 |
| Benoît Cosnefroy                         | 17 października 1995 | Francja            | Chambéry CF (2017)                 |
| Silvan Dillier                           | 3 sierpnia 1990      | Szwajcaria         | BMC Racing Team (2017)             |
| Axel Domont                              | 7 sierpnia 1990      | Francja            | Chambéry CF (2012)                 |
| Julien Duval                             | 27 maja 1990         | Francja            | Armée de terre (2016)              |
| Mathias Frank                            | 9 grudnia 1986       | Szwajcaria         | IAM Cycling (2016)                 |
| Tony Gallopin                            | 24 maja 1988         | Francja            | Lotto-Soudal (2017)                |
| Ben Gastauer                             | 14 listopada 1987    | Luksemburg         | Chambéry CF (2009)                 |
| Alexandre Geniez                         | 16 kwietnia 1988     | Francja            | FDJ (2016)                         |
| Dorian Godon                             | 25 maja 1996         | Francja            | Cofidis, Solutions Crédits (2018)  |
| Alexis Gougeard                          | 5 marca 1993         | Francja            | USSA Pavilly Barentin (2013)       |
| Jaakko Hänninen                          | 16 kwietnia 1997     | Finlandia          | EC Saint-Étienne Loire (2019)      |
| Quentin Jauregui                         | 22 kwietnia 1994     | Francja            | Roubaix Lille Métropole (2014)     |
| Pierre Latour                            | 12 października 1993 | Francja            | Chambéry CF (2014)                 |
| Lawrence Naesen                          | 28 sierpnia 1992     | Belgia             | Lotto-Soudal (2019)                |
| Oliver Naesen                            | 16 września 1990     | Belgia             | IAM Cycling (2016)                 |
| Harry Tanfield                           | 17 listopada 1994    | Wielka Brytania    | Katusha-Alpecin (2019)             |
| Stijn Vandenbergh                        | 25 kwietnia 1984     | Belgia             | Etixx-Quick Step (2016)            |
| Aurélien Paret-Peintre                   | 27 lutego 1996       | Francja            | Chambéry CF (2018)                 |
| Nans Peters                              | 12 marca 1994        | Francja            | Chambéry CF (2016)                 |
| Andrea Vendrame                          | 20 lipca 1994        | Włochy             | Androni Giocattoli-Sidermec (2019) |
| Clément Venturini                        | 16 października 1993 | Francja            | Cofidis, Solutions Crédits (2017)  |
| Alexis Vuillermoz                        | 1 czerwca 1988       | Francja            | Sojasun (2013)                     |
| Larry Warbasse                           | 28 czerwca 1990      | Stany Zjednoczone  | Aqua Blue Sport (2018)             |
| Clément Champoussin (1 kwi–31 gru)       | 29 maja 1998         | Francja            | Chambéry CF (2019)                 |
| Anthony Jullien (1 sie–31 gru, stażysta) | 5 marca 1998         | Francja            | Chambéry CF (2019)                 |
| Antoine Raugel (1 sie–31 gru, stażysta)  | 14 lutego 1999       | Francja            |                                    |
| Simon Verger (1 sie–31 gru, stażysta)    | 8 lipca 1998         | Francja            |                                    |
|                                          |                      |                    |                                    |
| Źródło: ProCyclingStats                  |                      |                    |                                    |

### 2019
| Skład drużyny 2019                       | Skład drużyny 2019   | Skład drużyny 2019 | Skład drużyny 2019                 |
| Imię i nazwisko                          | Data urodzenia       | Państwo            | Poprzednia grupa                   |
| ---------------------------------------- | -------------------- | ------------------ | ---------------------------------- |
| Gediminas Bagdonas                       | 26 grudnia 1985      | Litwa              | An Post-Sean Kelly (2012)          |
| Romain Bardet                            | 9 listopada 1990     | Francja            | Chambéry CF (2011)                 |
| François Bidard                          | 19 marca 1992        | Francja            | Chambéry CF (2015)                 |
| Geoffrey Bouchard                        | 1 kwietnia 1992      | Francja            | CR4C Roanne (2018)                 |
| Mikaël Cherel                            | 17 marca 1986        | Francja            | FDJ (2010)                         |
| Clément Chevrier                         | 29 czerwca 1992      | Francja            | IAM Cycling (2016)                 |
| Benoît Cosnefroy                         | 17 października 1995 | Francja            | Chambéry CF (2017)                 |
| Nico Denz                                | 15 lutego 1994       | Niemcy             | Chambéry CF (2015)                 |
| Silvan Dillier                           | 3 sierpnia 1990      | Szwajcaria         | BMC Racing Team (2017)             |
| Axel Domont                              | 7 sierpnia 1990      | Francja            | Chambéry CF (2012)                 |
| Samuel Dumoulin                          | 20 sierpnia 1980     | Francja            | Cofidis, le Crédit en Ligne (2012) |
| Hubert Dupont                            | 13 listopada 1980    | Francja            | RAGT Semences (2005)               |
| Julien Duval                             | 27 maja 1990         | Francja            | Armée de terre (2016)              |
| Mathias Frank                            | 9 grudnia 1986       | Szwajcaria         | IAM Cycling (2016)                 |
| Tony Gallopin                            | 24 maja 1988         | Francja            | Lotto-Soudal (2017)                |
| Ben Gastauer                             | 14 listopada 1987    | Luksemburg         | Chambéry CF (2009)                 |
| Alexandre Geniez                         | 16 kwietnia 1988     | Francja            | FDJ (2016)                         |
| Dorian Godon                             | 25 maja 1996         | Francja            | Cofidis, Solutions Crédits (2018)  |
| Alexis Gougeard                          | 5 marca 1993         | Francja            | USSA Pavilly Barentin (2013)       |
| Jaakko Hänninen (1 sie–31 gru)           | 16 kwietnia 1997     | Finlandia          | EC Saint-Étienne Loire (2019)      |
| Quentin Jauregui                         | 22 kwietnia 1994     | Francja            | Roubaix Lille Métropole (2014)     |
| Pierre Latour                            | 12 października 1993 | Francja            | Chambéry CF (2014)                 |
| Oliver Naesen                            | 16 września 1990     | Belgia             | IAM Cycling (2016)                 |
| Aurélien Paret-Peintre                   | 27 lutego 1996       | Francja            | Chambéry CF (2018)                 |
| Nans Peters                              | 12 marca 1994        | Francja            | Chambéry CF (2016)                 |
| Stijn Vandenbergh                        | 25 kwietnia 1984     | Belgia             | Etixx-Quick Step (2016)            |
| Clément Venturini                        | 16 października 1993 | Francja            | Cofidis, Solutions Crédits (2017)  |
| Alexis Vuillermoz                        | 1 czerwca 1988       | Francja            | Sojasun (2013)                     |
| Larry Warbasse                           | 28 czerwca 1990      | Stany Zjednoczone  | Aqua Blue Sport (2018)             |
|                                          |                      |                    |                                    |
| Źródła: ProCyclingStats Cycling Quotient |                      |                    |                                    |

### 2018
| Skład drużyny 2018                       | Skład drużyny 2018   | Skład drużyny 2018 | Skład drużyny 2018                           |
| Imię i nazwisko                          | Data urodzenia       | Państwo            | Poprzednia grupa                             |
| ---------------------------------------- | -------------------- | ------------------ | -------------------------------------------- |
| Gediminas Bagdonas                       | 26 grudnia 1985      | Litwa              | An Post-Sean Kelly (2012)                    |
| Jan Bakelants                            | 14 lutego 1986       | Belgia             | Omega Pharma-Quick Step (2014)               |
| Rudy Barbier                             | 18 grudnia 1992      | Francja            | Roubaix Métropole européenne de Lille (2016) |
| Romain Bardet                            | 9 listopada 1990     | Francja            | Chambéry CF (2011)                           |
| François Bidard                          | 19 marca 1992        | Francja            | Chambéry CF (2015)                           |
| Mikaël Cherel                            | 17 marca 1986        | Francja            | FDJ (2010)                                   |
| Clément Chevrier                         | 29 czerwca 1992      | Francja            | IAM Cycling (2016)                           |
| Benoît Cosnefroy                         | 17 października 1995 | Francja            | Chambéry CF (2017)                           |
| Nico Denz                                | 15 lutego 1994       | Niemcy             | Chambéry CF (2015)                           |
| Silvan Dillier                           | 3 sierpnia 1990      | Szwajcaria         | BMC Racing Team (2017)                       |
| Axel Domont                              | 7 sierpnia 1990      | Francja            | Chambéry CF (2012)                           |
| Samuel Dumoulin                          | 20 sierpnia 1980     | Francja            | Cofidis, le Crédit en Ligne (2012)           |
| Hubert Dupont                            | 13 listopada 1980    | Francja            | RAGT Semences (2005)                         |
| Julien Duval                             | 27 maja 1990         | Francja            | Armée de terre (2016)                        |
| Mathias Frank                            | 9 grudnia 1986       | Szwajcaria         | IAM Cycling (2016)                           |
| Tony Gallopin                            | 24 maja 1988         | Francja            | Lotto-Soudal (2017)                          |
| Ben Gastauer                             | 14 listopada 1987    | Luksemburg         | Chambéry CF (2009)                           |
| Cyril Gautier                            | 26 września 1987     | Francja            | Team Europcar (2015)                         |
| Alexandre Geniez                         | 16 kwietnia 1988     | Francja            | FDJ (2016)                                   |
| Alexis Gougeard                          | 5 marca 1993         | Francja            | USSA Pavilly Barentin (2013)                 |
| Quentin Jauregui                         | 22 kwietnia 1994     | Francja            | Roubaix Lille Métropole (2014)               |
| Pierre Latour                            | 12 października 1993 | Francja            | Chambéry CF (2014)                           |
| Matteo Montaguti                         | 6 stycznia 1984      | Włochy             | De Rosa-Stac Plastic (2010)                  |
| Oliver Naesen                            | 16 września 1990     | Belgia             | IAM Cycling (2016)                           |
| Nans Peters                              | 12 marca 1994        | Francja            | Chambéry CF (2016)                           |
| Stijn Vandenbergh                        | 25 kwietnia 1984     | Belgia             | Etixx-Quick Step (2016)                      |
| Clément Venturini                        | 16 października 1993 | Francja            | Cofidis, Solutions Crédits (2017)            |
| Alexis Vuillermoz                        | 1 czerwca 1988       | Francja            | Sojasun (2013)                               |
| Aurélien Paret-Peintre (1 sie–31 gru)    | 27 lutego 1996       | Francja            | Chambéry CF (2018)                           |
|                                          |                      |                    |                                              |
| Źródła: ProCyclingStats Cycling Quotient |                      |                    |                                              |

### 2017
| Skład drużyny 2017                                        | Skład drużyny 2017   | Skład drużyny 2017 | Skład drużyny 2017                           |
| Imię i nazwisko                                           | Data urodzenia       | Państwo            | Poprzednia grupa                             |
| --------------------------------------------------------- | -------------------- | ------------------ | -------------------------------------------- |
| Gediminas Bagdonas                                        | 26 grudnia 1985      | Litwa              | An Post-Sean Kelly (2012)                    |
| Jan Bakelants                                             | 14 lutego 1986       | Belgia             | Omega Pharma-Quick Step (2014)               |
| Rudy Barbier                                              | 18 grudnia 1992      | Francja            | Roubaix Métropole européenne de Lille (2016) |
| Romain Bardet                                             | 9 listopada 1990     | Francja            | Chambéry CF (2011)                           |
| Julien Bérard                                             | 27 lipca 1987        | Francja            | Chambéry CF (2009)                           |
| François Bidard                                           | 19 marca 1992        | Francja            | Chambéry CF (2015)                           |
| Mikaël Cherel                                             | 17 marca 1986        | Francja            | FDJ (2010)                                   |
| Clément Chevrier                                          | 29 czerwca 1992      | Francja            | IAM Cycling (2016)                           |
| Nico Denz                                                 | 15 lutego 1994       | Niemcy             | Chambéry CF (2015)                           |
| Axel Domont                                               | 7 sierpnia 1990      | Francja            | Chambéry CF (2012)                           |
| Samuel Dumoulin                                           | 20 sierpnia 1980     | Francja            | Cofidis, le Crédit en Ligne (2012)           |
| Hubert Dupont                                             | 13 listopada 1980    | Francja            | RAGT Semences (2005)                         |
| Julien Duval                                              | 27 maja 1990         | Francja            | Armée de terre (2016)                        |
| Sondre Holst Enger                                        | 17 grudnia 1993      | Norwegia           | IAM Cycling (2016)                           |
| Mathias Frank                                             | 9 grudnia 1986       | Szwajcaria         | IAM Cycling (2016)                           |
| Ben Gastauer                                              | 14 listopada 1987    | Luksemburg         | Chambéry CF (2009)                           |
| Cyril Gautier                                             | 26 września 1987     | Francja            | Team Europcar (2015)                         |
| Alexandre Geniez                                          | 16 kwietnia 1988     | Francja            | FDJ (2016)                                   |
| Alexis Gougeard                                           | 5 marca 1993         | Francja            | USSA Pavilly Barentin (2013)                 |
| Hugo Houle                                                | 27 września 1990     | Kanada             | SpiderTech-C10 (2012)                        |
| Quentin Jauregui                                          | 22 kwietnia 1994     | Francja            | Roubaix Lille Métropole (2014)               |
| Pierre Latour                                             | 12 października 1993 | Francja            | Chambéry CF (2014)                           |
| Matteo Montaguti                                          | 6 stycznia 1984      | Włochy             | De Rosa-Stac Plastic (2010)                  |
| Oliver Naesen                                             | 16 września 1990     | Belgia             | IAM Cycling (2016)                           |
| Nans Peters                                               | 12 marca 1994        | Francja            | Chambéry CF (2016)                           |
| Domenico Pozzovivo                                        | 30 listopada 1982    | Włochy             | Colnago-CSF Inox (2012)                      |
| Christophe Riblon                                         | 17 stycznia 1981     | Francja            | CC Nogent-sur-Oise (2004)                    |
| Stijn Vandenbergh                                         | 25 kwietnia 1984     | Belgia             | Etixx-Quick Step (2016)                      |
| Alexis Vuillermoz                                         | 1 czerwca 1988       | Francja            | Sojasun (2013)                               |
| Aurélien Doleatto (28 lip–31 gru, stażysta)               | 20 marca 1997        | Francja            |                                              |
| Kevin Geniets (1 sie–31 gru, stażysta)                    | 9 stycznia 1997      | Luksemburg         | Chambéry CF (2017)                           |
| Clément Russo (1 sie–31 gru, stażysta)                    | 20 stycznia 1995     | Francja            | Probikeshop Saint-Étienne Loire (2017)       |
| Benoît Cosnefroy (1 sie–31 gru, stażysta)                 | 17 października 1995 | Francja            | Chambéry CF (2016)                           |
|                                                           |                      |                    |                                              |
| Źródła: ProCyclingStats Cycling Quotient Cycling Archives |                      |                    |                                              |

### 2016
| Skład drużyny 2016                                        | Skład drużyny 2016   | Skład drużyny 2016 | Skład drużyny 2016                 |
| Imię i nazwisko                                           | Data urodzenia       | Państwo            | Poprzednia grupa                   |
| --------------------------------------------------------- | -------------------- | ------------------ | ---------------------------------- |
| Gediminas Bagdonas                                        | 26 grudnia 1985      | Litwa              | An Post-Sean Kelly (2012)          |
| Jan Bakelants                                             | 14 lutego 1986       | Belgia             | Omega Pharma-Quick Step (2014)     |
| Romain Bardet                                             | 9 listopada 1990     | Francja            | Chambéry CF (2011)                 |
| Julien Bérard                                             | 27 lipca 1987        | Francja            | Chambéry CF (2009)                 |
| François Bidard                                           | 19 marca 1992        | Francja            | Chambéry CF (2015)                 |
| Guillaume Bonnafond                                       | 23 czerwca 1987      | Francja            | Chambéry CF (2008)                 |
| Mikaël Cherel                                             | 17 marca 1986        | Francja            | FDJ (2010)                         |
| Maxime Daniel                                             | 5 czerwca 1991       | Francja            | Sojasun (2013)                     |
| Nico Denz                                                 | 15 lutego 1994       | Niemcy             | Chambéry CF (2015)                 |
| Axel Domont                                               | 7 sierpnia 1990      | Francja            | Chambéry CF (2012)                 |
| Samuel Dumoulin                                           | 20 sierpnia 1980     | Francja            | Cofidis, le Crédit en Ligne (2012) |
| Hubert Dupont                                             | 13 listopada 1980    | Francja            | RAGT Semences (2005)               |
| Ben Gastauer                                              | 14 listopada 1987    | Luksemburg         | Chambéry CF (2009)                 |
| Damien Gaudin                                             | 20 sierpnia 1986     | Francja            | Team Europcar (2013)               |
| Cyril Gautier                                             | 26 września 1987     | Francja            | Team Europcar (2015)               |
| Alexis Gougeard                                           | 5 marca 1993         | Francja            | USSA Pavilly Barentin (2013)       |
| Patrick Gretsch                                           | 7 kwietnia 1987      | Niemcy             | Argos-Shimano (2013)               |
| Hugo Houle                                                | 27 września 1990     | Kanada             | SpiderTech-C10 (2012)              |
| Quentin Jauregui                                          | 22 kwietnia 1994     | Francja            | Roubaix Lille Métropole (2014)     |
| Blel Kadri                                                | 3 września 1986      | Francja            | AG2R-La Mondiale (2008)            |
| Pierre Latour                                             | 12 października 1993 | Francja            | Chambéry CF (2014)                 |
| Sébastien Minard                                          | 12 czerwca 1982      | Francja            | Cofidis, le Crédit en Ligne (2010) |
| Matteo Montaguti                                          | 6 stycznia 1984      | Włochy             | De Rosa-Stac Plastic (2010)        |
| Jean-Christophe Péraud                                    | 22 maja 1977         | Francja            | Omega Pharma-Lotto (2010)          |
| Domenico Pozzovivo                                        | 30 listopada 1982    | Włochy             | Colnago-CSF Inox (2012)            |
| Christophe Riblon                                         | 17 stycznia 1981     | Francja            | CC Nogent-sur-Oise (2004)          |
| Jesse Sergent                                             | 8 lipca 1988         | Nowa Zelandia      | Trek Factory Racing (2015)         |
| Sébastien Turgot                                          | 11 kwietnia 1984     | Francja            | Team Europcar (2013)               |
| Johan Vansummeren                                         | 4 lutego 1981        | Belgia             | Garmin-Sharp (2014)                |
| Alexis Vuillermoz                                         | 1 czerwca 1988       | Francja            | Sojasun (2013)                     |
| Benoît Cosnefroy (1 sie–31 gru, stażysta)                 | 17 października 1995 | Francja            | Chambéry CF (2016)                 |
| Étienne Fabre (15 sie–10 gru, stażysta, Przypis)          | 5 sierpnia 1996      | Francja            | Chambéry CF (2016)                 |
| Rémy Rochas (1 sie–31 gru, stażysta)                      | 18 maja 1996         | Francja            | Chambéry CF (2016)                 |
|                                                           |                      |                    |                                    |
| Źródła: ProCyclingStats Cycling Quotient Cycling Archives |                      |                    |                                    |

Przypis: Étienne Fabre, śmierć

### 2015
| Skład drużyny 2015                              | Skład drużyny 2015   | Skład drużyny 2015 | Skład drużyny 2015                    |
| Imię i nazwisko                                 | Data urodzenia       | Państwo            | Poprzednia grupa                      |
| ----------------------------------------------- | -------------------- | ------------------ | ------------------------------------- |
| Gediminas Bagdonas                              | 26 grudnia 1985      | Litwa              | An Post-Sean Kelly (2012)             |
| Jan Bakelants                                   | 14 lutego 1986       | Belgia             | Omega Pharma-Quick Step (2014)        |
| Romain Bardet                                   | 9 listopada 1990     | Francja            | Chambéry CF (2011)                    |
| Julien Bérard                                   | 27 lipca 1987        | Francja            | Chambéry CF (2009)                    |
| Carlos Betancur (1 sty–20 sie)                  | 13 października 1989 | Kolumbia           | Acqua & Sapone (2012)                 |
| Guillaume Bonnafond                             | 23 czerwca 1987      | Francja            | Chambéry CF (2008)                    |
| Mikaël Cherel                                   | 17 marca 1986        | Francja            | FDJ (2010)                            |
| Maxime Daniel                                   | 5 czerwca 1991       | Francja            | Sojasun (2013)                        |
| Nico Denz (1 sie–31 gru, stażysta)              | 15 lutego 1994       | Niemcy             | Chambéry CF (2014)                    |
| Axel Domont                                     | 7 sierpnia 1990      | Francja            | Chambéry CF (2012)                    |
| Samuel Dumoulin                                 | 20 sierpnia 1980     | Francja            | Cofidis, le Crédit en Ligne (2012)    |
| Hubert Dupont                                   | 13 listopada 1980    | Francja            | RAGT Semences (2005)                  |
| Ben Gastauer                                    | 14 listopada 1987    | Luksemburg         | Chambéry CF (2009)                    |
| Damien Gaudin                                   | 20 sierpnia 1986     | Francja            | Team Europcar (2013)                  |
| Alexis Gougeard                                 | 5 marca 1993         | Francja            | USSA Pavilly Barentin (2013)          |
| Patrick Gretsch                                 | 7 kwietnia 1987      | Niemcy             | Argos-Shimano (2013)                  |
| Hugo Houle                                      | 27 września 1990     | Kanada             | SpiderTech-C10 (2012)                 |
| Quentin Jauregui                                | 22 kwietnia 1994     | Francja            | Roubaix Lille Métropole (2014)        |
| Blel Kadri                                      | 3 września 1986      | Francja            | AG2R-La Mondiale (2008)               |
| Pierre Latour                                   | 12 października 1993 | Francja            | Chambéry CF (2014)                    |
| Sébastien Minard                                | 12 czerwca 1982      | Francja            | Cofidis, le Crédit en Ligne (2010)    |
| Lloyd Mondory (1 sty–31 sie, stażysta, Przypis) | 26 kwietnia 1982     | Francja            |                                       |
| Matteo Montaguti                                | 6 stycznia 1984      | Włochy             | De Rosa-Stac Plastic (2010)           |
| Rinaldo Nocentini                               | 25 września 1977     | Włochy             | Acqua & Sapone - Caffè Mokambo (2006) |
| Jean-Christophe Péraud                          | 22 maja 1977         | Francja            | Omega Pharma-Lotto (2010)             |
| Domenico Pozzovivo                              | 30 listopada 1982    | Włochy             | Colnago-CSF Inox (2012)               |
| Christophe Riblon                               | 17 stycznia 1981     | Francja            | CC Nogent-sur-Oise (2004)             |
| Sébastien Turgot                                | 11 kwietnia 1984     | Francja            | Team Europcar (2013)                  |
| Johan Vansummeren                               | 4 lutego 1981        | Belgia             | Garmin-Sharp (2014)                   |
| Alexis Vuillermoz                               | 1 czerwca 1988       | Francja            | Sojasun (2013)                        |
| François Bidard (1 sie–31 gru, stażysta)        | 19 marca 1992        | Francja            | Chambéry CF (2014)                    |
| Romain Campistrous (1 sie–31 gru, stażysta)     | 16 lipca 1992        | Francja            | Occitane CF (2014)                    |
| Florent Pereira (1 sie–31 sie, stażysta)        | 19 października 1993 | Francja            | Pro Immo Nicolas Roux (2015)          |
|                                                 |                      |                    |                                       |
| Źródła: ProCyclingStats Cycling Quotient        |                      |                    |                                       |

Przypis: Lloyd Mondory, zwolniony za doping

### 2014
| Skład drużyny 2014                       | Skład drużyny 2014   | Skład drużyny 2014 | Skład drużyny 2014                    |
| Imię i nazwisko                          | Data urodzenia       | Państwo            | Poprzednia grupa                      |
| ---------------------------------------- | -------------------- | ------------------ | ------------------------------------- |
| Davide Appollonio                        | 2 czerwca 1989       | Włochy             | Team Sky (2012)                       |
| Gediminas Bagdonas                       | 26 grudnia 1985      | Litwa              | An Post-Sean Kelly (2012)             |
| Romain Bardet                            | 9 listopada 1990     | Francja            | Chambéry CF (2011)                    |
| Julien Bérard                            | 27 lipca 1987        | Francja            | Chambéry CF (2009)                    |
| Carlos Betancur                          | 13 października 1989 | Kolumbia           | Acqua & Sapone (2012)                 |
| François Bidard (1 sie–31 gru, stażysta) | 19 marca 1992        | Francja            | CR4C Roanne (2013)                    |
| Guillaume Bonnafond                      | 23 czerwca 1987      | Francja            | Chambéry CF (2008)                    |
| Maxime Bouet                             | 3 listopada 1986     | Francja            | Agritubel (2009)                      |
| Steve Chainel                            | 6 września 1983      | Francja            | FDJ-BigMat (2012)                     |
| Mikaël Cherel                            | 17 marca 1986        | Francja            | FDJ (2010)                            |
| Maxime Daniel                            | 5 czerwca 1991       | Francja            | Sojasun (2013)                        |
| Nico Denz (1 sie–31 gru, stażysta)       | 15 lutego 1994       | Niemcy             | Chambéry CF (2014)                    |
| Axel Domont                              | 7 sierpnia 1990      | Francja            | Chambéry CF (2012)                    |
| Samuel Dumoulin                          | 20 sierpnia 1980     | Francja            | Cofidis, le Crédit en Ligne (2012)    |
| Hubert Dupont                            | 13 listopada 1980    | Francja            | RAGT Semences (2005)                  |
| Ben Gastauer                             | 14 listopada 1987    | Luksemburg         | Chambéry CF (2009)                    |
| Damien Gaudin                            | 20 sierpnia 1986     | Francja            | Team Europcar (2013)                  |
| Alexis Gougeard                          | 5 marca 1993         | Francja            | USSA Pavilly Barentin (2013)          |
| Patrick Gretsch                          | 7 kwietnia 1987      | Niemcy             | Argos-Shimano (2013)                  |
| Hugo Houle                               | 27 września 1990     | Kanada             | SpiderTech-C10 (2012)                 |
| Jauhienij Hutarowicz                     | 29 listopada 1983    | Białoruś           | FDJ-BigMat (2012)                     |
| Blel Kadri                               | 3 września 1986      | Francja            | AG2R-La Mondiale (2008)               |
| Julian Kern                              | 28 grudnia 1989      | Niemcy             | Leopard-Trek Continental (2012)       |
| Sébastien Minard                         | 12 czerwca 1982      | Francja            | Cofidis, le Crédit en Ligne (2010)    |
| Lloyd Mondory                            | 26 kwietnia 1982     | Francja            |                                       |
| Matteo Montaguti                         | 6 stycznia 1984      | Włochy             | De Rosa-Stac Plastic (2010)           |
| Rinaldo Nocentini                        | 25 września 1977     | Włochy             | Acqua & Sapone - Caffè Mokambo (2006) |
| Jean-Christophe Péraud                   | 22 maja 1977         | Francja            | Omega Pharma-Lotto (2010)             |
| Domenico Pozzovivo                       | 30 listopada 1982    | Włochy             | Colnago-CSF Inox (2012)               |
| Jimmy Raibaud (1 sie–31 gru, stażysta)   | 13 listopada 1991    | Francja            | CR4C Roanne (2014)                    |
| Christophe Riblon                        | 17 stycznia 1981     | Francja            | CC Nogent-sur-Oise (2004)             |
| Sébastien Turgot                         | 11 kwietnia 1984     | Francja            | Team Europcar (2013)                  |
| Alexis Vuillermoz                        | 1 czerwca 1988       | Francja            | Sojasun (2013)                        |
|                                          |                      |                    |                                       |
| Źródło: ProCyclingStats                  |                      |                    |                                       |